# ديفيد هانسن (مغني)
ديفيد هانسن (بالإنجليزية: David Hansen)‏ هو مغني أسترالي، ولد في 1981 في سيدني في أستراليا.

## وصلات خارجية
- ديفيد هانسن على موقع ميوزك برينز (الإنجليزية)
- ديفيد هانسن على موقع ميوزك برينز (الإنجليزية)
- ديفيد هانسن على موقع ديسكوغز (الإنجليزية)
- ديفيد هانسن على موقع ديسكوغز (الإنجليزية)